# 無紋雀霸鶲
無紋雀霸鶲是霸鶲科的一個物種，為秘魯的特有種，棲息於熱帶與副熱帶的山地樹林裡。